# Echenais nitelina
Echenais nitelina är en fjärilsart som beskrevs av Hans Ferdinand Emil Julius Stichel 1910. Echenais nitelina ingår i släktet Echenais och familjen Riodinidae. Inga underarter finns listade i Catalogue of Life.